# Billy Bond y La Pesada del Rock and Roll
Billy Bond y su último boliche en Buenos Aires: Naranjo
Por J.P.C.
Conocí a Billy Bond en Mar del Plata, durante un verano del año 70. Estaba acompañado de un disc jockey llamado Mario —su apellido se me escapa—, y juntos abrimos un lugar que bautizamos Leche Fresca. La invitación para la inauguración fue tan creativa como artesanal: la metimos dentro de botellas de vidrio de La Martona. Salíamos a buscar esos envases vacíos que la gente dejaba en la puerta de sus casas para que el lechero los cambiara por leche fresca. Más tarde, ya de regreso en Buenos Aires, nos reunimos otra vez con Mario y Billy. Alguien descubrió un sótano, y de esa casualidad, de esa nada, nació Naranjo.
Era un sótano sobre Hipólito Yrigoyen y Piedras, al que tuve el privilegio de asociarme. Billy lo llamó Naranjo en honor al padrino de Alejandro Medina —así me lo contó una noche—. El lugar se volvió un punto de encuentro mítico. Por ahí pasaban todos. Nicky Jones tocaba casi todas las noches en un piano de cola blanco, y cuando terminaban las funciones de la obra Hair —sí, la legendaria comedia musical “Pelo”—, muchos de sus integrantes se venían directo al boliche.
También había un mago que era pésimo a propósito: la gracia era que se le vieran los trucos y todos se rieran. Era parte del espíritu del lugar, una mezcla de música, humor y bohemia. Yo solía estar en la barra o en la puerta, cobrando entradas y recibiendo a la gente. En la entrada me acompañaba un chico de rasgos afro, al que todos conocían como Moro.
Al cerrar el boliche, nuestra costumbre era ir a una lechería sobre la Avenida de Mayo. Varios músicos de la época se acercaban a nuestra mesa, atraídos simplemente por la presencia de Billy. Todo sucedía muy rápido. Eran tiempos duros.
Una noche hubo una redada. Se llevaron a Billy y a varios más. Fuimos a su casa junto a su mujer, Pupe, y otros amigos para acompañarla. Cuando finalmente lo soltaron, Billy tomó una decisión definitiva: no volvería a abrir el boliche. Poco después, él y Pupe se fueron del país. Nunca más los volví a ver.
Bond y La Pesada del Rock and Roll (también conocida como La Pesada del Rock and Roll o La Pesada) fue un supergrupo argentino pionero del hard rock y el rock psicodélico en Latinoamérica. Fue formada en 1970 por el productor Jorge Álvarez (cofundador del sello discográfico Mandioca) y el cantante y productor Billy Bond, quien sería el líder de la banda. Por La Pesada pasaron reconocidos músicos argentinos que hicieron ahí sus primeros pasos en el rock, como Pappo, Luis Alberto Spinetta, Javier Martínez, Claudio Gabis, Alejandro Medina o David Lebón, entre otros. La Pesada colaboró también en la grabación de varios discos de distintos artistas, entre ellos Vida, el primer disco de Sui Generis.
Un recital suyo en el Estadio Luna Park en 1972 terminó con incidentes y peleas con la policía, y eso afectó las posibilidades futuras de difusión de la banda. Continuaron editando álbumes, tanto propios como de otros artistas, y se separaron en 1974, pasando Billy Bond a radicarse definitivamente en Brasil. No obstante, el legado principal de la banda, haber servido como semillero de numerosos músicos que harían historias emblemáticas en el rock argentino, ya se había cumplido.

## Historia

### Primera etapa: banda abierta
Durante sus primeros años, La Pesada fue un grupo abierto. Tanto en sus actuaciones como en grabaciones, contó con la presencia eventual de músicos destacados de la escena roquera de aquellos tiempos, constituyendo así una especie de seleccionado del rock nacional. 
Disueltos Manal, Almendra y Los Gatos, grupos fundacionales del Rock de Argentina, se generó un vacío que a pesar de la popularidad creciente de bandas como Vox Dei, presagiaba una probable extinción de ese movimiento alternativo tal como se concebía hasta entonces. Los exmiembros de las bandas disueltas encaraban la formación de nuevos grupos, pero la presencia del rock en escenarios y medios había disminuido notablemente. Por otra parte, el sello independiente Mandioca había desaparecido, y las grandes compañías discográficas no manejaban apropiadamente a sus artistas de la "Música Progresiva". 
Muchos músicos que habían pertenecido a las bandas pioneras (Pappo, Spinetta, Rodolfo García, Javier Martínez, Alejandro Medina, Ciro Fogliatta) frecuentaban locales donde se tocaba informalmente, mezclándose con otros que comenzaban a destacarse (David Lebón, Black Amaya, Poli Martinez, Luis Gambolini, Rinaldo Rafanelli). De esa cantera se nutrió inicialmente La Pesada, dando oportunidad a todos ellos de tocar y crear dentro de un contexto caracterizado por su espontaneidad. El segundo disco de la banda, conocido como La Oreja (en alusión a la imagen de su portada), refleja el clima de las "Zapadas" (jam sessions) en las que intervinieron esos músicos.

La Pesada fue un grupo maravilloso, toda la imagen de caos, de violencia y de tosquedad es falso, La Pesada era un grupo organizado, coherente, Ileno de afecto, con una relación entre los músicos como nunca tuve en ningún grupo y con una eficacia comercial abrumadora.
Claudio Gabis.

### Segunda etapa: banda estable

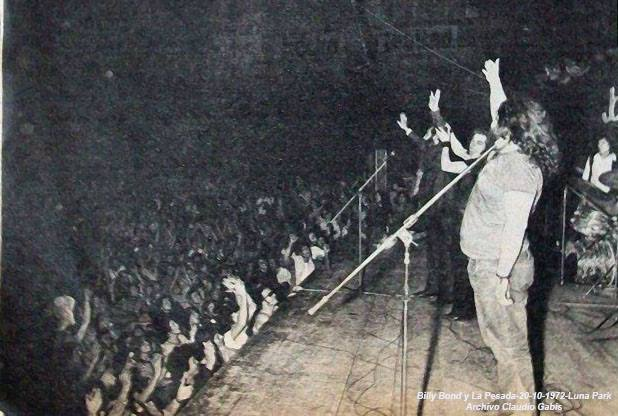
Billy Bond y el resto de los miembros de La Pesada, Claudio Gabis entre ellos, tratando de apaciguar al público. Instantes más tarde se produciría la debacle y la quasi destrucción del patio de butacas del estadio.

En 1972, la formación de La Pesada se hizo estable, incluyendo  a Kubero Díaz y al recién incorporado Claudio Gabis en guitarras, Alejandro Medina en bajo y voz, Jorge Pinchevsky en violín, Isa Portugueis y Jimmy Marquez en batería y Billy Bond en vocales y producción. Con esos integrantes, la banda grabó discos solistas de cada uno de ellos y varios con artistas que luego serían famosos, como Sui Generis, David Lebon y Raúl Porchetto, y se presentó en teatros y clubes de Buenos Aires y otras ciudades argentinas. 
El 20 de octubre de 1972, La Pesada participó en el fallido festival de rock en el cual resultaron dañadas las instalaciones del estadio Luna Park, debido al enfrentamiento entre la policía y el público. Los incidentes comenzaron antes del recital y se desataron cuando "La Pesada", único grupo que aceptó salir al escenario en tales circunstancias, inició su actuación. Posteriormente, algunos medios atribuyeron los desórdenes a la conducta de Billy Bond sobre el escenario. A partir de ese momento, la banda limitó su actividad a las grabaciones (entre ellas la de su último disco, Volumen 4), actuando muy poco en público, hasta que en 1974 Claudio Gabis, Billy Bond y Alejandro Medina decidieron emigrar a Brasil, poniendo punto final a la existencia del grupo.

### Su contribución al rock argentino
Además de las obras que dejó grabadas, La Pesada es reconocida como la banda que facilitó la transición y continuidad entre la primera generación de artistas del rock argentino y todo lo que vino después. En ella participaron exmiembros de los grupos fundacionales y también nuevas figuras que protagonizaron más tarde la implantación definitiva de ese género musical. Ese, probablemente, es el rol más destacable que cumplió La Pesada del Rock and Roll. 
En los últimos años volvió a la notoriedad pública gracias a una canción-meme de Internet llamada "Billy Billy Bond, y La Pesada Rock n' Roll" cuya letra repasa la historia del grupo, parodiando la letra de "Wannabe", canción de las Spice Girls.

## Discografía

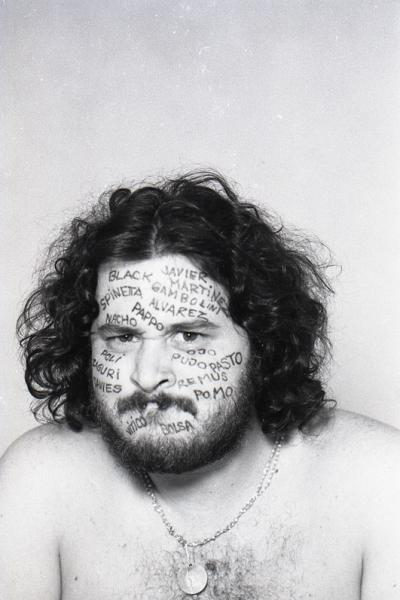
Billy Bond en 1971, posando para el arte de tapa del álbum Billy Bond y La Pesada del Rock and Roll.

Como banda acompañante de Billy Bond
- Volumen 1 (1971)
- Volumen 2 (1972)
- Tontos (Operita) (1972)
- Volumen 4 (1973)

Recopilaciones
- Lo más pesado de La Pesada (1979, 1982, reedición en CD 1994)

Otros acompañamientos
- Raúl Porchetto: Cristo Rock (agosto de 1972)
- Sui Generis: Vida (1972)
- Claudio Gabis: Claudio Gabis y La Pesada (1972)
- Jorge Pinchevsky: Jorge Pinchevsky, su violín mágico y La Pesada (1973)
- Kubero Díaz: Kubero Díaz y La Pesada (1973)
- Donna Caroll: Donna Caroll (1973)
- Jorgelina Aranda: Erótica (1973)
- David Lebón: David Lebón (1973)
- Alejandro Medina: Alejandro Medina y La Pesada (1974)
- Claudio Gabis: Claudio Gabis (1974)

Otros proyectos
- La Pesada: Buenos Aires Blus (1972)
- La Pesada, el Ensamble Musical de Buenos Aires y otros: La Biblia (1974)